# Euryglottis
Euryglottis is een geslacht van vlinders uit de familie pijlstaarten (Sphingidae).

## Soorten
- Euryglottis albostigmata Rothschild, 1895
- Euryglottis aper (Walker, 1856)
- Euryglottis davidianus Dognin, 1891
- Euryglottis dognini Rothschild, 1896
- Euryglottis guttiventris (Rothschild & Jordan, 1903)
- Euryglottis johannes Eitschberger, 1998
- Euryglottis oliver Eitschberger, 1998

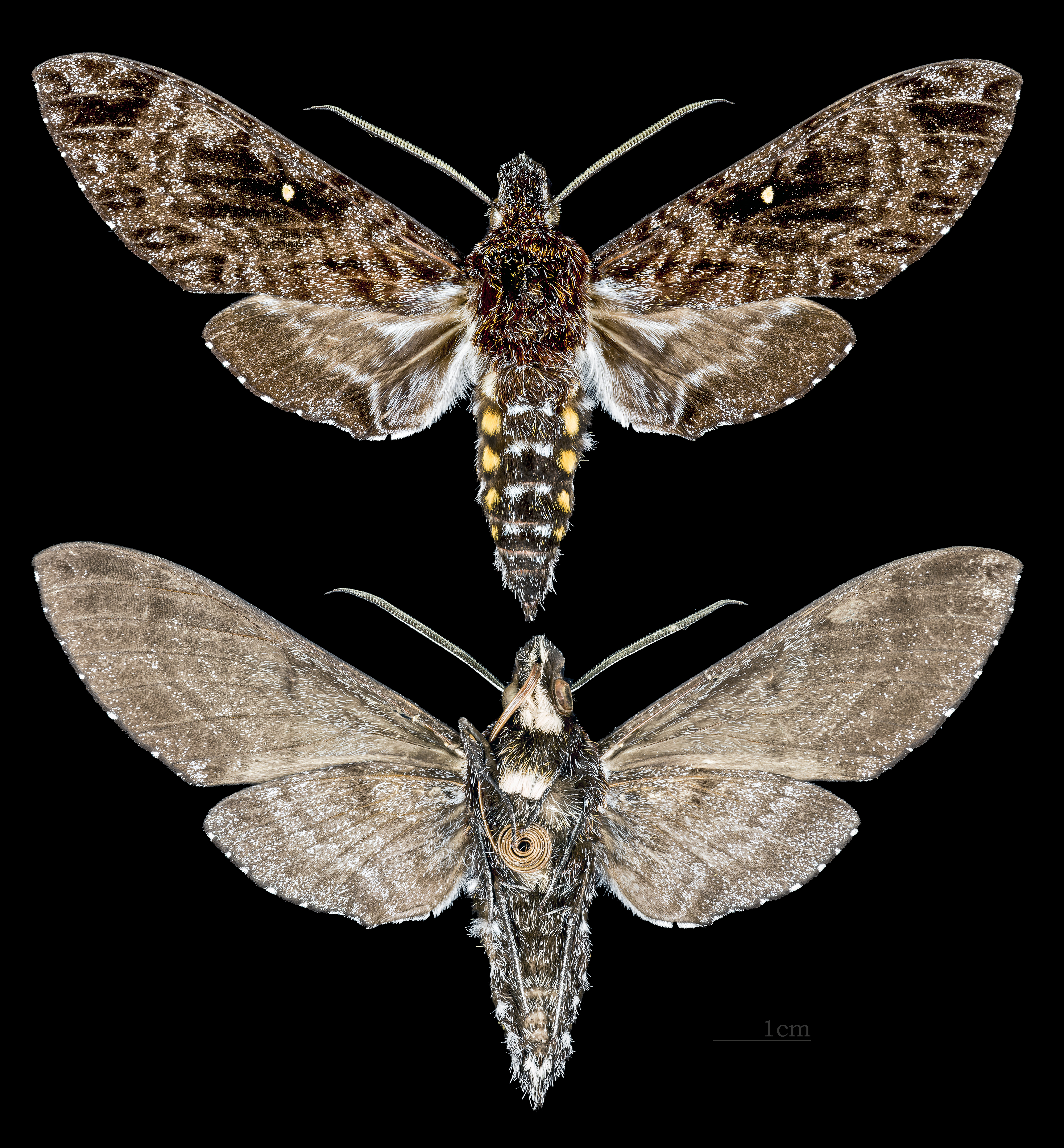
Euryglottis albostigmata
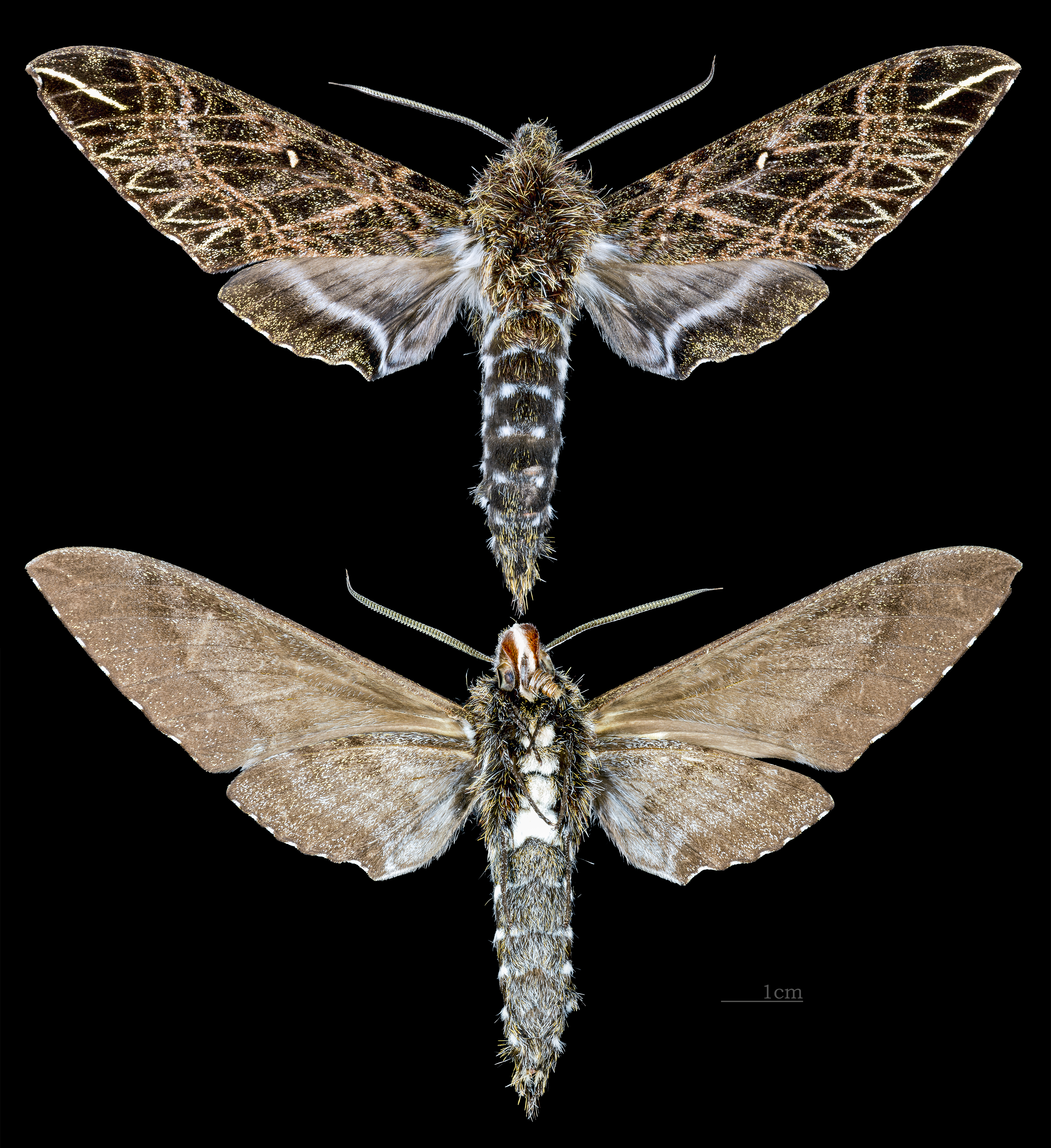
Euryglottis dognini
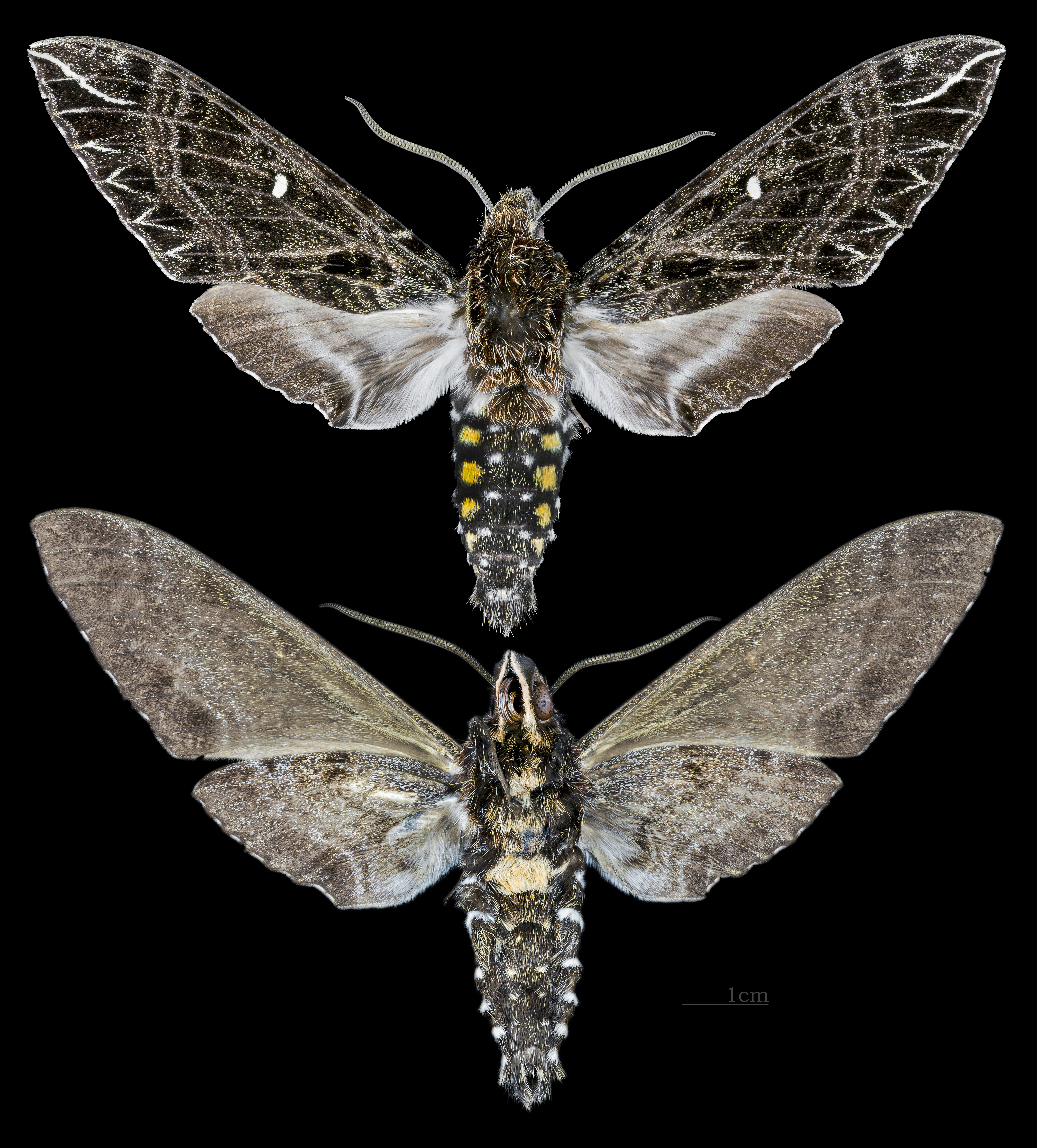
Euryglottis guttiventris